# Achnasaul
Achnasaul is een dorp aan de oevers van Loch Arkaig in de Schotse Hooglanden.